# Baldwin III Flandryjski
Baldwin III (ur. 940, zm. 1 stycznia 962) – najstarszy syn hrabiego Flandrii Arnulfa I i Adeli, córki Herberta II, hrabiego Vermandois.
W 958 r. został mianowany przez ojca współwładcą Flandrii. Podczas swoich krótkich rządów rozbudował przemysł tkacki w Gandawie, który stał się podstawą ekonomicznej polityki Flandrii w następnych stuleciach. Ufortyfikował Brugię. Zmarł w 962 r., na dwa lata przez swoim ojcem.
W 961 r. ożenił się z Matyldą Saską (935/945 – 25 maja 1008), córką Hermanna Billunga, księcia saskiego, i jego żony Ody. Baldwin i Matylda mieli razem jednego syna, Arnulfa.